# 乡村爱情
《乡村爱情》是中国大陆的农村题材电视剧，2006年播出第一部，至2025年2月已播出17部。

## 季度
| 季度 | 劇名           | DVD版本集數 | 季度首播日期   | 首播播出平台                          |
| ---- | -------------- | ----------- | -------------- | ------------------------------------- |
| 1    | 乡村爱情       | 30          | 2006年9月30日  | 央視一套                              |
| 2    | 乡村爱情II     | 41          | 2008年2月9日   | 央視一套                              |
| 3    | 乡村爱情故事   | 36          | 2010年2月16日  | 央視一套                              |
| 4    | 乡村爱情交响曲 | 37          | 2011年5月5日   | 北京卫视                              |
| 5    | 乡村爱情小夜曲 | 44          | 2012年1月27日  | 北京卫视/山东卫视/黑龙江卫视/辽宁卫视 |
| 6    | 乡村爱情变奏曲 | 50          | 2013年2月12日  | 江苏卫视/天津卫视/山东卫视/辽宁卫视   |
| 7    | 乡村爱情圆舞曲 | 66          | 2014年2月3日   | 江苏卫视/天津卫视/黑龙江卫视/辽宁卫视 |
| 8    | 乡村爱情浪漫曲 | 65          | 2015年12月11日 | 腾讯视频                              |
| 9    | 乡村爱情进行曲 | 60          | 2017年2月1日   | 腾讯视频                              |
| 10   | 乡村爱情协奏曲 | 60          | 2018年2月5日   | 腾讯视频                              |
| 11   | 乡村爱情11     | 60          | 2019年1月26日  | 优酷                                  |
| 12   | 乡村爱情12     | 60          | 2020年1月15日  | 优酷                                  |
| 13   | 乡村爱情13     | 40          | 2021年2月16日  | 优酷                                  |
| 14   | 乡村爱情14     | 40          | 2022年1月24日  | 优酷                                  |
| 15   | 乡村爱情15     | 40          | 2023年1月12日  | 优酷                                  |
| 16   | 乡村爱情16     | 40          | 2024年2月2日   | 优酷                                  |
| 17   | 乡村爱情17     | 40          | 2025年1月22日  | 优酷                                  |

## 内容

### 乡村爱情1
共30集，于2006年播出，导演张惠中，编剧张继，主演赵本山、范伟、王亚彬、王小宝、于月仙、唐鉴军、王小利、贺树峰。

### 乡村爱情2
共41集，于2008年播出，导演赵本山，编剧张继，主演赵本山、范伟、贺树峰、王亚彬、于月仙、小沈阳、王小宝、王小利、唐鉴军、蒋依杉、吴云飞、王君平、蔡维利、刘晓光。

### 乡村爱情3
又名《乡村爱情故事》，共36集，于2010年播出，导演赵本山、徐正超，编剧张继。剧情叙述了当代中国大陆现实中东北象牙山村农村青年女性王小蒙和她的丈夫谢永强的事业、爱情、婚姻的故事。
| 演员   | 角色   | 备注                   |
| 毕畅   | 王小蒙 | 女主角，谢永强的老婆。 |
| 王小利 | 刘能   |                        |
| 王小宝 | 王长贵 |                        |
| 王小虎 | 李大国 |                        |
| 贺树峰 | 谢永强 | 男主角，王小蒙的老公。 |
| 吴云飞 | 赵玉田 |                        |
| 于月仙 | 谢大脚 |                        |

### 乡村爱情4
又名《乡村爱情交响曲》，共37集，于2011年播出，导演徐正超，编剧张继，主演赵本山、贺树峰、毕畅、小沈阳、吴云飞、于月仙、王小宝、闫光明、王小利、唐鉴军、蔡维利、蒋依杉、王小虎、关婷娜、刘流。
收视 (由csm数据参考而来，收视率包括全天收视指数和市场(收视)份额参数)
| 平台     | 平均收视率 | 平均市場份額 | 全年排名 |
| 北京卫视 | 2.13       |              | 3        |

### 乡村爱情5
又名《乡村爱情小夜曲》，共44集，于2012年播出，导演赵本山、徐正超，编剧张继，主演赵本山、毕畅、贺树峰、王小利、于月仙、唐鉴军、王小宝、刘晓光、蔡维利、刘流、蒋依杉、吴云飞、王小虎、王君平、小沈阳。

### 乡村爱情6
又名《乡村爱情变奏曲》，共50集，于2013年春节播出。编剧张继，主演赵本山、刘小光、唐鉴军、贺树峰、毕畅。于2013年2月12日在首播。
收視率 (由csm数据参考而来，收视率包括全天收视指数和市场(收视)份额参数)
| 平台       | 平均收视率 | 平均收视份额 | 全年排名 |
| 江苏卫视   | 1.348      | 3.43         | 13       |
| 黑龙江卫视 | 1.146      | 2.92         | 25       |
| 天津卫视   | 1.006      | 2.50         | 36       |

### 乡村爱情7
又名《乡村爱情圆舞曲》，共66集，于2014年2月3日首播。这是乡村爱情系列最后一部上星播出的剧集。
收視率 (由csm数据参考而来，收视率包括全天收视指数和市场(收视)份额参数)
| 平台       | 平均收视率 | 平均市場份額 |
| 江苏卫视   | 1.070      | 2.732        |
| 天津卫视   | 1.012      | 2.575        |
| 黑龙江卫视 | 0.977      | 2.489        |
| 辽宁卫视   | 0.940      | 2.392        |

### 乡村爱情8
又名《乡村爱情浪漫曲》， 于2014年7月31日开机，11月杀青。由于围绕在赵本山上的诸多传闻与争议，该剧原本计划2015年初上星播出的计划被搁置。最后该剧于2015年12月11日在腾讯视频首播。

### 乡村爱情9
又名《乡村爱情进行曲》，该剧于2016年8月开机，11月杀青。由毕畅、贺树峰、唐鉴军、王小利、刘小光、赵本山主演。该剧于2017年2月1日在腾讯视频首播。

### 乡村爱情10
又名《乡村爱情协奏曲》，于2017年8月28日开机，11月23日杀青。由毕畅、贺树峰、唐鉴军、王小利、刘小光、于月仙主演。该剧于2018年2月5日在腾讯视频首播。

### 乡村爱情11
由凡达影业、本山传媒出品，金鸿鸣担任制片人，付滃、孟令宇执导，李海兵、杨景标担任编剧，赵本山、狄龙友情出演，毕畅、贺树峰、王小利、刘小光、唐鉴军、宋晓峰、蔡维利、于月仙、马心怡、闫光明、唐娜等主演的农村轻喜剧。该剧于2019年1月26日在优酷独家播出。

### 乡村爱情12
由 毕畅、贺树峰、王小利、刘小光、唐鉴军、宋晓峰、蔡维利、于月仙、马心怡、闫光明、唐艺兮（客串：赵本山、刘流）演出。该剧于2020年1月15日在优酷独家播出。

### 乡村爱情13
由 唐鉴军、刘小光、田娃（客串：赵本山、倪大红）演出。该剧于2021年2月16日在优酷独家播出。

## 原声歌曲
《乡村爱情》系列剧的主题曲和片尾曲主要由赵本山和本山传媒旗下的歌手及音乐人担任创作和演唱。其中主题曲《咱们屯里的人》广为知名，2015年，歌手罗凯楠模仿香港艺人刘德华的唱腔以类似粤语的发音翻唱了这首东北风情的歌曲，作为开心麻花团队沈腾、马丽主演的电影《夏洛特烦恼》的插曲，引起强烈反响。其后，贺岁片《澳门风云3》的片尾曲《恭喜发财2016》中，刘德华用粤语亲自演唱了这首歌部分段落。《王牌逗王牌》（又名：偷天特务）中，刘德华与沈腾再次合唱了这首歌。
| 乡村爱情系列剧原声歌曲 | 乡村爱情系列剧原声歌曲                      | 乡村爱情系列剧原声歌曲 | 乡村爱情系列剧原声歌曲 | 乡村爱情系列剧原声歌曲 |
| 曲序                   | 曲目                                        |                        | 作曲                   | 演唱                   |
| ---------------------- | ------------------------------------------- | ---------------------- | ---------------------- | ---------------------- |
| 1.                     | 咱们屯里的人[注1]（乡村爱情2-11片头主题曲） | 马金萍                 | 杨柏森                 | 赵本山                 |
| 2.                     | 老地方（乡村爱情1片头主题曲）               | 崔凯                   | 杨震                   | 衡越                   |
| 3.                     | 谁是我的新娘（乡村爱情1-3片尾曲）           | 崔凯                   | 杨震                   | 衡越                   |
| 4.                     | 月牙[注2]（乡村爱情4-7片尾曲）              | 姚明                   | 姚明                   | 赵本山                 |
| 5.                     | 秋歌（乡村爱情4插曲）                       | 小沈阳                 | 高进                   | 小沈阳                 |

^ 注1：《咱们屯里的人》在《乡村爱情2》的片尾字幕中，曲名原本写作《咱们屯里人》。其后，自《乡村爱情3》开始，该歌曲的曲名改成《咱们屯里的人》。
^ 注2：《月牙》在《乡村爱情7》之后的片尾字幕中，曲名写作《月牙儿》。

## 争议
赵本山回应观众质疑该剧是伪现实主义时说：“我敢说，农村生活在座的各位没有比我更了解的，我是你们的老师，就不要唠农村了，如果唠城里的事，我赶紧缴枪不杀。”而专家们指责该剧放大人物身体缺陷以博得笑声，该片不能代表农村现状。赵本山回应说：“我从来都不是高雅的人，也最恨那些自命不凡、认为自己有文化，而实际在误人子弟的一批所谓教授。”赵本山提出教授们如果没有去过农村，没有体验过农村人的生活，就没有发言权。

## 獎項
- 第13届华鼎奖中国百强电视剧最佳制片人-《乡村爱情圆舞曲》刘辉

## 节目变迁
| 央视一套 方圆剧场 週一至週日 20:00~22:00 | 央视一套 方圆剧场 週一至週日 20:00~22:00 | 央视一套 方圆剧场 週一至週日 20:00~22:00 |
| ---------------------------------------- | ---------------------------------------- | ---------------------------------------- |
|                                          | 乡村爱情 （2006.9.30 - 2006.10.16）      |                                          |
| 无国界行动 （2006.9.14 - 2006.9.29）     | 雄关漫道 （2006.10.17 - 2006.10.29）     |                                          |
| 央视一套 黄金剧场 週一至週日 20:00~22:00 |                                          |                                          |
| 兵心依旧 （2008.1.28 - 2008.2.5）        | 乡村爱情2 （2008.2.10 - 2008.3.1）       | 周恩来在重庆 （2008.3.3 - 2008.3.19）    |
| 央视一套 黄金剧场 週一至週日 20:00~22:00 |                                          |                                          |
| 为了新中国前进 （2010.1.30 - 2010.2.10） | 乡村爱情故事 （2010.2.16 - 2010.3.4）    | 老大的幸福 （2010.3.4 - 2010.3.26）      |